# Poule et Frites
Cet article possède un paronyme, voir Poulet frit.
Pour plus de détails, voir Fiche technique et Distribution.
Poule et Frites est un film français de Luis Rego, réalisé et tourné courant 1986, et sorti en 1987 .

## Synopsis
Le film conte les mésaventures d'un vendeur de frites troublé par l'arrivée d'une jeune femme et confronté à une double vie ingérable.

## Fiche technique
- Titre : Poule et Frites
- Réalisation : Luis Rego
- Scénario : Luis Rego et Michel Ehlers (collaboration)
- dialogues : Jackie Berroyer (sous le nom de Berroyer)
- Photographie : Gérard de Battista
- Musique : Luis Rego
- Montage : Catherine Kelber
- Producteur : Emmanuel Schlumberger
- Année : 1987
- Genre : comédie
- Durée : 90 minutes
- Format : 35 mm
- Pays :  France
- Date de sortie : 17 juin 1987

## Distribution
- Luis Rego : Roger/Antoine, vendeur de frites
- Michel Galabru : Martinez, l'oncle de Roger
- Claude Gensac : Françoise, la belle-mère
- Anémone : Béatrice, la maîtresse de Roger
- Marc Jolivet : Jacques, le brigadier
- Claire Nadeau : Mathilde, la femme de Roger
- Claude Villers : l'homme du pavillon
- Nanou Garcia : la vendeuse de journaux
- Eva Darlan : l'amie de Véra
- Carole Jacquinot : Véra
- Laurent Romor : Jimmy
- Guénolé Azerthiope : le maître d'hôtel
- Scott Allen : l'Africain sur la plage
- Patrick Rocca : un malabar
- Jean Corso : un malabar
- Jean de Trégomain
- Rocky
- Bouboule
- Laurent Bréchet